# Will J. White
Will J. White (Schuylkill, 9 maggio 1925 – Grants Pass, 23 aprile 1992) è stato un attore statunitense.
È apparso in oltre 20 film dal 1954 al 1973 ed ha recitato in più di 80 produzioni per la televisione dal 1952 al 1976. È stato accreditato anche con i nomi Will White e Will Wright.

## Biografia
Will J. White nacque a Schuylkill, in Pennsylvania, il 9 maggio 1925. Fece il suo debutto in televisione agli inizi degli anni cinquanta e al cinema a metà dello stesso decennio.
La sua lunga serie di partecipazioni per il piccolo schermo può vantare numerose interpretazioni in serie televisive. Secondo IMDb, l'unico personaggio comparso in più di un episodio è il constable MacDonald in tre episodi della serie Lassie nel 1963. La sua carriera per il teleschermo è composta da una miriade di ruoli minori e apparizioni da guest star in decine di episodi di serie televisive, dall'epoca d'oro della televisione statunitense fino agli anni settanta, anche in ruoli diversi per la stessa serie in più di un episodio, come in tre episodi di Crossroads, due episodi di Telephone Time, due episodi di Tales of Wells Fargo, due episodi di State Trooper, due episodi di Il tenente Ballinger, due episodi di Ai confini della realtà, due episodi di Maverick, tre episodi di The Dick Powell Show, due episodi di The Alfred Hitchcock Hour, tre episodi di Perry Mason, quattro episodi di Bonanza e tre episodi di Ironside.
Fu inoltre accreditato in diverse produzioni cinematografiche per le quali interpretò personaggi più o meno secondari, come il sergente di polizia Bill Ames in Magnifica ossessione del 1954, un cadetto in L'aquila solitaria del 1957, il tenente Reed in La scure di guerra del capo Sioux del 1957, il poliziotto di Vancouver in Ora zero del 1957, Al Parker in Cinque ore disperate del 1958, Silvano aka J. Edgar Hoover in Sono un agente FBI del 1959, il vicesceriffo Wright in Il cerchio della violenza del 1960, una delle guardie in Spartacus del 1960, Leo Joseph in La spia in nero del 1961. Riprese inoltre il ruolo televisivo del constable MacDonald in Lassie's Great Adventure nel 1963 e interpretò il sergente Stafford in L'implacabile omicida del 1969. Chiuse la sua carriera cinematografica con una piccola parte nel ruolo di uno degli operai della grandiosa struttura ricreativa nel film a sfondo fantascientifico Il mondo dei robot del 1973.
Terminò invece la carriera televisiva interpretando una guardia del laboratorio nell'episodio The Return of Bigfoot della serie L'uomo da sei milioni di dollari che fu mandato in onda il 19 settembre 1976. Morì a Grants Pass, in Oregon, il 23 aprile 1992.

## Filmografia

### Cinema
- Magnifica ossessione (Magnificent Obsession), regia di Douglas Sirk (1954)
- Quarto grado (Tight Spot), regia di Phil Karlson (1955)
- Cella 2455 braccio della morte (Cell 2455, Death Row), regia di Fred F. Sears (1955)
- Gli sciacalli (The Looters), regia di Abner Biberman (1955)
- Squadra criminale: caso 24 (No Man's Woman), regia di Franklin Adreon (1955)
- Ladri di automobili (Running Wild), regia di Abner Biberman (1955)
- Il prezzo della paura (The Price of Fear), regia di Abner Biberman (1956)
- La grande prigione (Behind the High Wall), regia di Abner Biberman (1956)
- Soli nell'infinito (Toward the Unknown), regia di Mervyn LeRoy (1956)
- Una pistola per un vile (Gun for a Coward), regia di Abner Biberman (1957)
- L'aquila solitaria (The Spirit of St. Louis), regia di Billy Wilder (1957)
- La scure di guerra del capo Sioux (The Lawless Eighties), regia di Joseph Kane (1957)
- Ora zero (Zero Hour!), regia di Hall Bartlett (1957)
- Cinque ore disperate (Hell's Five Hours), regia di Jack L. Copeland (1958)
- Johnny, l'indiano bianco (The Light in the Forest), regia di Herschel Daugherty (1958)
- Sono un agente FBI (The FBI Story), regia di Mervyn LeRoy (1959)
- Il cerchio della violenza (Key Witness), regia di Phil Karlson (1960)
- Spartacus, regia di Stanley Kubrick (1960)
- Atlantide, il continente perduto (Atlantis, the Lost Continent), regia di George Pal (1961)
- La spia in nero (The Cat Burglar), regia di William Witney (1961)
- Lassie - L'avventura in pallone (Lassie's Great Adventure), regia di William Beaudine (1963)
- L'implacabile omicida (Flareup), regia di James Neilson (1969)
- Quando baci una sconosciuta (Once You Kiss a Stranger...), regia di Robert Sparr (1969)
- Il mondo dei robot (Westworld), regia di Michael Crichton (1973)

### Televisione
- Space Patrol – serie TV, un episodio (1952)
- The Adventures of Kit Carson – serie TV, un episodio (1952)
- The Adventures of Falcon – serie TV, 2 episodi (1954-1955)
- The Colgate Comedy Hour – serie TV, un episodio (1954)
- The Whistler – serie TV, episodio 1x03 (1954)
- Gunsmoke – serie TV, 2 episodi (1955-1965)
- Stories of the Century – serie TV, un episodio (1955)
- A Story About Henry Ford – film TV (1955)
- The Shining Beacon – film TV (1955)
- Il cavaliere solitario (The Lone Ranger) – serie TV, un episodio (1955)
- Lydia – film TV (1955)
- The Farmer from Monticello – film TV (1955)
- Scienza e fantasia (Science Fiction Theatre) – serie TV, episodio 1x26 (1955)
- Crossroads – serie TV, 5 episodi (1956-1957)
- Schlitz Playhouse of Stars – serie TV, 2 episodi (1956-1957)
- Jane Wyman Presents The Fireside Theatre – serie TV, 2 episodi (1956-1957)
- Telephone Time – serie TV, episodio 2x15 (1956-1957)
- La pattuglia della strada (Highway Patrol) – serie TV, un episodio (1956)
- Studio 57 – serie TV, un episodio (1956)
- Crusader – serie TV, un episodio (1956)
- Matinee Theatre – serie TV, un episodio (1956)
- Tales of Wells Fargo – serie TV, 2 episodi (1957-1959)
- State Trooper – serie TV, 2 episodi (1957-1959)
- Il tenente Ballinger (M Squad) – serie TV, 2 episodi (1957-1959)
- Maverick – serie TV, 2 episodi (1957-1962)
- The Millionaire – serie TV, un episodio (1957)
- Panico (Panic!) – serie TV, episodio 1x06 (1957)
- Il sergente Preston (Sergeant Preston of the Yukon) – serie TV, un episodio (1957)
- Cheyenne – serie TV, un episodio (1957)
- Official Detective – serie TV, un episodio (1957)
- Navy Log – serie TV, episodio 3x08 (1957)
- Sugarfoot – serie TV, episodio 1x06 (1957)
- Carovane verso il west (Wagon Train) – serie TV, un episodio (1957)
- The Gray Ghost – serie TV, episodio 1x38 (1958)
- Le leggendarie imprese di Wyatt Earp (The Life and Legend of Wyatt Earp) – serie TV, un episodio (1958)
- Frontier Doctor – serie TV, un episodio (1958)
- Death Valley Days – serie TV, un episodio (1958)
- Alcoa Presents: One Step Beyond – serie TV, 3 episodi (1959-1961)
- Shotgun Slade – serie TV, un episodio (1959)
- Sky King – serie TV, un episodio (1959)
- Man Without a Gun – serie TV, un episodio (1959)
- Peter Gunn – serie TV, episodio 2x08 (1959)
- Ai confini della realtà (The Twilight Zone) – serie TV, 2 episodi (1960-1962)
- June Allyson Show (The DuPont Show with June Allyson) – serie TV, episodio 1x15 (1960)
- Avventure lungo il fiume (Riverboat) – serie TV, un episodio (1960)
- Overland Trail – serie TV, un episodio (1960)
- Markham – serie TV, un episodio (1960)
- The Tall Man – serie TV, un episodio (1960)
- Ispettore Dante (Dante) – serie TV, episodio 1x01 (1960)
- Laramie – serie TV, 2 episodi (1960)
- Thriller – serie TV, un episodio (1960)
- The Dick Powell Show – serie TV, 3 episodi (1961-1963)
- The Asphalt Jungle – serie TV, un episodio (1961)
- Corruptors (Target: The Corruptors) – serie TV, episodio 1x03 (1961)
- Il dottor Kildare (Dr. Kildare) – serie TV, un episodio (1961)
- Perry Mason – serie TV, 3 episodi (1962-1966)
- Bonanza – serie TV, 4 episodi (1962-1967)
- Gli uomini della prateria (Rawhide) – serie TV, un episodio (1962)
- Alcoa Premiere – serie TV, un episodio (1962)
- Il carissimo Billy (Leave It to Beaver) – serie TV, un episodio (1962)
- Il virginiano (The Virginian) – serie TV, 2 episodi (1963-1965)
- Lassie – serie TV, 3 episodi (1963)
- Sam Benedict – serie TV, un episodio (1963)
- Organizzazione U.N.C.L.E. (The Man from U.N.C.L.E.) – serie TV, 4 episodi (1964-1967)
- The Crisis (Kraft Suspense Theatre) – serie TV, un episodio (1964)
- L'ora di Hitchcock (The Alfred Hitchcock Hour) – serie TV, 2 episodi (1964)
- Honey West – serie TV, episodio 1x14 (1965)
- Un equipaggio tutto matto (McHale's Navy) – serie TV, un episodio (1966)
- Laredo – serie TV, un episodio (1966)
- Selvaggio west (The Wild Wild West) - serie TV, episodio 2x15 (1966)
- Ironside – serie TV, 3 episodi (1967-1969)
- Mr. Terrific – serie TV, 2 episodi (1967)
- I giorni di Bryan (Run for Your Life) – serie TV, un episodio (1967)
- La grande vallata (The Big Valley) – serie TV, 2 episodi (1968-1969)
- Missione impossibile (Mission: Impossible) – serie TV, un episodio (1968)
- The Outsider – serie TV, episodio 1x14 (1969)
- F.B.I. (The F.B.I.) – serie TV, un episodio (1970)
- Questa sì che è vita (The Good Life) – serie TV, 2 episodi (1971)
- No Place to Run – film TV (1972)
- Beg, Borrow, or Steal – film TV (1973)
- The Elevator – film TV (1974)
- L'uomo da sei milioni di dollari (The Six Million Dollar Man) – serie TV, un episodio (1976)